# Cheyenne County, Colorado
Cheyenne County är ett administrativt område i delstaten Colorado, USA, med 1 836 invånare. Den administrativa huvudorten (county seat) är Cheyenne Wells. 

## Geografi
Enligt United States Census Bureau så har countyt en total area på 4 614 km². 4 614 km² av den arean är land och 0 km² är vatten. 

### Angränsande countyn
- Kit Carson County, Colorado - nord
- Wallace County, Kansas - öst
- Greeley County, Kansas - sydöst
- Lincoln County, Colorado - väst
- Kiowa County, Colorado - syd